# Sphecodes congoensis
Sphecodes congoensis är en biart som först beskrevs av Raymond Benoist 1950.  Sphecodes congoensis ingår i släktet blodbin, och familjen vägbin. Inga underarter finns listade i Catalogue of Life.